# ريناتا بالوتيني
ريناتا بالوتيني أو ريناتا موناتشي بالوتيني (ساو باولو، 20 يناير 1931– ساو باولو، 8 يوليو 2021) كاتبة مسرحية وكاتبة مقالات وشاعرة وأستاذة مسرح ومترجمة برازيلية، وهي مؤلفة حائزة على جوائز في الشعر والمسرحيات والمقالات والخيال وأدب الأطفال ونظرية المسرح والبرامج التلفزيونية التي كانت بارزة في المشاهد الأدبية والمسرحية البرازيلية. يمكن في جزء كبير من إنتاجها، ملاحظة التساؤلات ومكافحة القيم الاجتماعية التي حددت دور المرأة في المجتمع.
أثبتت ريناتا بالوتيني اسمها في تاريخ المسرح البرازيلي كأول امرأة تحضر دورة الدراما في كلية الفنون المسرحية في جامعة شيمو باولو وأول من يكتب للمسرح في عام 1960 في ساو باولو. قدمت بأداء مبتكر، عرضًا نصيًا مختلفًا عما كان يعرض في ساو باولو في المجال المسرحي، وهو الذي أوصلها إلى الذروة كعضوة في الدراماتورج الجديد، وهي مجموعة شكلها كتاب مسرحيون كانوا جددًا في مدينة ساو باولو، في الستينات والسبعينيات من القرن العشرين، وشجعت التحولات في المسرح. ألفت أول إنتاج مسرحي برازيلي- لامبادا (1960) - تناول موضوع المثلية الجنسية.
تنقلت ريناتا، بإنتاج مكثف، عبر الفنون والأدب بإتقان وإبداع، حيث تميز عملها بأدائية معينة، وهي ميزة نتجت من علاقتها بالمسرح. بالإضافة إلى ذلك، شغلت أيضًا مناصب سياسية وإدارية في المجال المسرحي. توفيت بالوتيني عن عمر يناهز 90 عامًا متأثرةً بمرض الورم النخاعي المتعدد.

## تعليمها
تخرجت عام 1951 من قسم الفلسفة البحتة في الجامعة البابوية الكاثوليكية في ساو باولو، وفي عام 1953، أكملت درجة البكالوريوس في كلية الحقوق بجامعة ساو باولو.
تلقت ريناتا منحة دراسية من الحكومة الإسبانية ودخلت جامعة مدريد لدراسة الثقافة الإسبانية، بين عامي 1959 و 1960. خلال هذه الفترة، حضرت أيضًا دورة تاريخ الفن والأدب الإسباني في معهد الثقافة الإسبانية.
بالعودة إلى البرازيل، بين عامي 1961 و1962، درست الدراماتورج والنقد في مدرسة الفنون المسرحية (إي إيه دي) في جامعة ساو باولو (يو إس بّي)، وكان من بين معلميها أناتول روزنفيلد، دي أوشيو دي ألميدا برادو، أوغوستو بوال وألفريدو ميسكيتا.
أنهت الدكتوراه في عام 1982 في كلية الاتصالات والفنون (إي سي إيه) في جامعة ساو باولو، تحت إشراف ساباتو ماغالدي. تتناول أطروحتها الدراماتورج وتشمل أيضًا مسرحية أو باييز دو سول، وهي مسرحية أصلية كتبتها بالوتيني للمسرح وأصبحت فيما بعد أول عمل في ثلاثية لها حول الهجرة الإيطالية في البرازيل، إلى جانب مسرحيات كولونيا سيسيليا ووتارانتيلا. نتج عن الجزء النظري من أطروحتها كتاب مقدمة في الدراماتورج.

## مسارها
بدأت ريناتا بالوتيني العمل كمدرسة في مدرسة الفنون المسرحية، بدعوة من ساباتو ماغالدي لتحل محله في عام 1964، لتدريس تاريخ المسرح البرازيلي. درّست خلال مسيرتها التدريسية، في كلية الفنون المسرحية وأيضًا في قسم الفنون المسرحية بكلية الاتصالات والفنون، وساهمت في تدريب عدة أجيال من الممثلين والباحثين في مجال المسرح. في عام 2012، حصلت على لقب أستاذة فخرية من المؤسسة ذاتها. قدمت دورات ومحاضرات في مؤسسات في العديد من البلدان مثل كوبا وإيطاليا وإسبانيا والبرتغال وبيرو.
وهي مؤلفة حائزة على جوائز وكتبت الشعر والمقالات والخيال ونظريات المسرح وأدب الأطفال والبرامج التلفزيونية، بالإضافة إلى العديد من الترجمات. في العديد من أعمالها، من الممكن تمييز الحالة التساؤلية والنضال تجاه القيم التي وضعت حدودًا لدور المرأة في المجتمع.

كتبت للمسرح منذ أوائل ستينيات القرن العشرين، وكانت أعمالها الأولى مسرحية لامبادا (1961)، ومسرحية سارابالها (1962) وأو كرايم دا كابرا (1965)، بعد أن طورت نشاطًا مسرحيًا مكثفًا طوال سبعنيات وثمانينيات القرن العشرين. أنتج أعمالها مخرجون مهمون مثل سيلني سيكويرا، وأديمار غويرا، وخوسيه روبنز سيكويرا، ومارسيا أبوغامرا، وغابرييل فيليلا وآخرون. عدلت وترجمت أيضًا أعمالًا أدبية للمسرح، من بينها أو إسكوربي دي نومانثيا (1968) بناءً على سيركو دي نومانثيا لميغيل دي ثيرافانتس؛ ترجمت الشعر الموسيقي لجيمس رادو وجيروم راغني؛ وترجمت وعدلت رواية سيداديس إنفيسيفيس، لكاتبها إيتالو كالفينو. إحدى ميزات أعمالها ككاتبة مسرحية هي تعدد الموضوعات والمناظر الطبيعية. يجادل كل من لوي ألبيرتو دي أبرو وجاك غوينسبيرغ بأنها:
ازدهرت في جيل ساو باولو العظيم في ستينيات القرن العشرين، الذي أدخل التجديد إلى المشهد المعاصر، وأدخل المسرح ليكون في طليعة الحركة السياسية والثقافية الواسعة التي ميزت تلك الفترة وتركت أثرها بشكل حاسم على الأجيال اللاحقة.
بالنسبة للتلفزيون، عملت ريناتا بالوتيني ككاتبة سيناريو للمسلسلات والعروض الدرامية. على الرغم من نشاطها المكثف في المسرح والتلفزيون وكمعلمة، وجدت ريناتا بالوتيني في الشعر أثرى وأكثر الأرضيات خصوبة. نشرت نصوصها الأولى ككاتبة في عام 1950 في الصحف الطلابية في كلية الحقوق (أوسب). نشرت في هذه الفترة أيضًا كتابها الأول من القصائد، أكالانتو (1952)، وطبع في مطبعة عائلة بالوتيني. نشرت روايتها الأولى، ماتي ايه اكور دا فيفيز، في عام 1975، ووفقًا ليغيا فاغوندس تيليس، فإنه «كتاب جميل وجريء». نشرت بعد عقد من الزمان، أول كتاب لها للأطفال بعنوان تيتا، أ بويتا.
شغلت ريناتا أيضًا مناصب سياسية وإدارية. كانت رئيسة اللجنة الحكومية للمسرح التابعة للأمانة العامة الثقافة (سي إي تي)، خلفًا لكاسيلدا بيكر (1969-1970)، ومؤسسة وأول رئيسة لجمعية ساو باولو للمؤلفين المسرحيين (أبارت)، ورئيسة المركز البرازيلي للمسرح، التابع للمعهد الدولي للمسرح (إيتي/اليونسكو). كانت بالوتيني أيضًا جزءًا من كيانات مرتبطة بالطبقة الأدبية مثل الاتحاد البرازيلي للكتاب، ونادي بنكلوب البرازيلي ونادي الشعر في ساو باولو، واعتبارًا من عام 2013، انضمت إلى أكاديمية الأدب في ساو باولو، وشغلت الكرسي رقم عشرين.
كرست ريناتا بصفتها مشجعةً لنادي كورينثيانز، بعض أعمالها للنادي الرياضي المفضل في قلبها، بما في ذلك ميلودراما اليوم الذي كان فيه كورينثيانز بطلًا، وأحد عشر ضد أحد عشر وكورنثيانو.
توفيت ريناتا بالوتيني في 8 يوليو 2021، في مستشفى سانتا كاتارينا، في ساو باولو، عن عمر يناهز 90 عامًا، متأثرةً بمرض الورم النخاعي المتعدد.